# Irek Rizayev
Irek Yevguénievich Rizayev (en ruso: Ирек Евгеньевич Ризаев; Kazán, 1 de octubre de 1997) es un deportista ruso que compite en ciclismo en la modalidad de BMX estilo libre, especialista en la prueba de parque.
Ganó una medalla de plata en el Campeonato Europeo de Ciclismo BMX Estilo Libre de 2021. Participó en los Juegos Olímpicos de Tokio 2020, ocupando el sexto lugar en su especialidad.

## Palmarés internacional
| Campeonato Europeo | Campeonato Europeo | Campeonato Europeo | Campeonato Europeo |
| Año                | Lugar              | Medalla            | Competición        |
| ------------------ | ------------------ | ------------------ | ------------------ |
| 2021               | Moscú (Rusia)      | Medalla de plata   | Parque             |